# 女だらけ
『女だらけ』（おんなだらけ）は、柳沢きみおによる日本の漫画作品。
コメディ作品で、『週刊少年ジャンプ』（集英社）にて連載。単行本は、同社のジャンプ・コミックスから全7巻が刊行された（現在は絶版）。柳沢の出世作である。

## 概要
週刊少年ジャンプにて、1973年第47号（11月5日号）から1975年第45号（11月10日号）にかけて連載。単行本はジャンプ・コミックスから全7巻が刊行されていたが、絶版後は長らく再読困難な状態が続いていた。現在では次に挙げる電子書籍で全話を読むことができる（発行・発売元はいずれも株式会社スマートゲート）。
- 「柳沢きみお大全集」第1巻、2022年9月9日発行[1][2]
- 「女だらけ」全7巻、2024年5月17日発行[3]

柳沢きみおの初連載漫画で、ギャグやお色気シーンなどをメインとした作品である。
姉達は単にいじわるなだけではなく喧嘩も強く、六助以外にも他人をボコボコにすることも珍しく無い。
一子、二子、三子は裸になる頻度が高く、誰が一番スタイルがいいか等で競い合う事が多い。
初期の頃は六助が姉にいじめられる描写が多かったが、中盤からは家族愛を中心とした話が多くなった。
母親は連載開始時には既に亡くなっていたが、父親は生きていて旅客船の船長をしていた。仕事の関係で家族とはほとんど会えない状態で、久々に父親に会える時も非常に短時間だったため姉たちと逸れていた六助は会えなかった。その後、父親の乗った船が事故にあい、乗員の生存が絶望的だったため父親の死亡も確定的なものになった。
父親の死亡後、家族の収入源はOLである一子の収入しかなかった為、自分たちの家を貸して収入の足しにするためアパートへと引っ越した。この頃から貧乏話が多くなる。
母親が亡くなった原因だが、幼少時に交通事故で死にかけた六助を救うために母親の血を六助に輸血した事が直接の原因ではないが関係している（姉達が六助をいじめる要因の可能性がある）。
後期には担任である山嵐が六助の父親代わりとなって活躍しようとする話も多い。

## あらすじ
美人で優秀な5人の姉を持つ野崎六助。しかし彼の日常は姉たちに事あるごとにいじめられる毎日だった……。

## 登場人物
野崎六助（のざき ろくすけ）
主人公。小学5年生。いつも姉たちにいじめられている。和服を着ており、小学生にもかかわらず成長していないのか5年も同じものを着続けている。勉強もスポーツも苦手だが、日頃家で働かされている為、家事全般は得意で家庭科の成績は5。普段、姉達の裸を見慣れているからか女性の裸を見ても反応が薄い。月の小遣いが300円なので、常に金欠状態。連載後半ではクラス委員になる。
野崎一子（のざき いちこ）
野崎家長女。OL。バスト88。両親亡き（作品途中で判明する）後、一家の大黒柱であり、過労で倒れたことも。扉絵人物紹介でのキャッチフレーズは「総大将の一子」。姉妹の中でも特に美人なようで、男性に好意をもたれる事が多い。初期の頃は他の姉妹と同様六助をいじめる事が多かったが、後期にはそのような描写はほとんど無くなり、むしろ六助をいたわる副主人公的な役回りになった。
野崎二子（のざき にこ）
野崎家次女。短大生（→最終回で警察学校に合格）。バスト88。眼鏡をかけている（取ると点目になる）。空手部所属で主将を務める。必殺技は「ボインうずめ」。ショートカットにいつもパンタロン姿で、スカートはほとんど着用しない。言動も男っぽく、そのためか姉妹の中ではあまりモテていない。扉絵人物紹介でのキャッチフレーズは「メガネの二子」。極度の近眼で、メガネを取るとほとんど何も見えない。六助曰く、姉妹の中ではまだ性格が良い方らしい。
野崎三子（のざき みつこ）
野崎家三女。女子高生。バスト87。姉妹一の巨乳という訳ではないにもかかわらず、扉絵人物紹介でのキャッチフレーズは「ボインの三子」。きつく高飛車な性格。姉妹の中では一番男友達が多いようでデートをする描写も多いが、同級生がファーストキスを経験した事に驚くなど目立った発展は今までなかったらしい。高校生ではあるが、姉ふたりと同じくらい大人びた顔立ち、スタイルをしている。上記の3人は皆、姉をも呼び捨てで呼びあっている。
野崎四子（のざき しつこ）
野崎家四女。中学生。五子とは双子。「鬼の四子」と、六助から特に恐れられている。六助以外に対しても、概して他人には意地悪であり、それゆえに失恋したことも。一人称も荒っぽい。野崎家の姉妹の中で唯一クラス委員をしていない(本人は双子の妹の五子がしているから自分もしていると主張している)。スタイルの良い他の姉妹とは異なり、胸が全くなく抉れているとまで言われる。
野崎五子（のざき いつこ）
野崎家五女。中学生。四子とは双子で瓜二つ。四子と違って胸はあるが、上の姉3人よりは幼く描かれているので、作中四子とともにお色気担当からははずされている。性格は四子と正反対で控えめでやさしい。後期の一子を除けば姉妹でただ一人、六助をいじめない。扉絵人物紹介でのキャッチフレーズは「天使の五子」。勉強好きで成績も良い。しかし、ゴキブリは大嫌いでゴキブリの格好をした六助達をすごい剣幕で攻撃した事がある。
山嵐先生（やまあらし）
六助の担任。30代半ばで独身。かなりのスケベで一子の事が好き（連載後期には一子も山嵐に好意を持っている様子が窺える描写も多くなる）。六助の事を気にかけており、様々な手を使って励まそうとしたり喜ばせようとしたりするが、空回りする事も多い。
チュースケ
元々は野崎家に住みついていたネズミ。六助と仲良くなりいつも一緒にいる。人間の言葉をしゃべり、六助同様たくさんの怖い姉がいる。引っ越し後も六助についてきた。
石川（いしかわ）
六助のクラスメイト。金持ちのボンボン。鼻水を垂らしているのが特徴。兄弟がいないため、兄弟の多い六助を羨ましいと思っている節がある。
べち
作者である柳沢きみお。語尾にべちを付けて喋るのが特徴で、作中に頻繁に登場する。スーパーべちとなって空を飛ぶこともできる。

## テレビドラマ
1987年7月13日に、フジテレビ系の「月曜ドラマランド」枠で放送された日本のテレビドラマ。

### キャスト
- 少女隊
  - 安原麗子
  - 藍田美湖
  - 引田智子
- 坂上忍
- カケフくん（本名:相良健治）
- 森永奈緒美
- 奥田圭子
- 木村一八（特別出演）
- 八名信夫
- 萩原流行
- 長嶋さん（現:プリティ長嶋）
- 川上さん（本名:渡辺信一、現:DON）
- 佐戸井けん太
- 上田信良
- 清水圭（当時:清水圭・和泉修）
- 和泉修（当時:同上）
- 林美穂
- 照井麻美
- 佐藤弘
- 久保寺健之
- 加藤勝浩
- 舟久保貴裕
- 高安恵司

### スタッフ
- 原作 - 柳沢きみお
- 脚本 - 土屋斗紀雄、武上純希
- 音楽 - 風戸慎介
- 監督 - 大井利夫
- 選曲 - 秋本彰
- 企画 - 前田和也・石原隆（2人共フジテレビ）
- プロデューサー - 中曽根千治・小嶋雄嗣（2人共東映）
- 制作 - フジテレビ、東映

| フジテレビ系列 月曜ドラマランド                  | フジテレビ系列 月曜ドラマランド | フジテレビ系列 月曜ドラマランド       |
| 前番組                                           | 番組名                          | 次番組                                |
| ------------------------------------------------ | ------------------------------- | ------------------------------------- |
| スケバン保母さん ツッパリ風雲録 （1987年7月6日） | 女だらけ （1987年7月13日）      | おさな妻! （第3作） （1987年7月20日） |

## 備考
- 連載中、『トイレット博士』（とりいかずよし）、『スケ番あらし』（車田正美）とのコラボレーションを含め、番外編が3回掲載されたことがある。
- 連載終了から幾分か経った1982年頃の少年ビッグコミックにて、『それからの六助』というタイトルで後日談が掲載されている（単行本未収録）。 この作品では、六助が洋服を着ていたり、姉達が六助をいじめなかったり、一軒家に住み生活環境も普通であったりと『女だらけ』を知っていた読者が戸惑う描写が多かった。
- 本作品と設定が似ている漫画としては永松潔の『ツヨシしっかりしなさい』がある。